# Leslie Caron
Leslie Claire Margaret Caron (ur. 1 lipca 1931 w Boulogne-Billancourt) – francusko-amerykańska aktorka filmowa i tancerka.

## Życiorys
Odkryta przez Gene’a Kelly’ego, który wybrał ją, aby partnerowała mu w klasycznym musicalu Amerykanin w Paryżu. W 1954 została nominowana do Oscara dla najlepszej aktorki za rolę w filmie Lili, a w roku 1964 w tej samej kategorii za rolę Jane Fosset w filmie Bryana Forbesa pt. Pokój w kształcie L.
W 1958 zagrała główną rolę w filmie Gigi u boku Maurice’a Chevaliera. Pokazała się w filmie Czekolada (Chocolat, 2000).
Zagrała jedną z głównych ról w polskim filmie Krzysztofa Zanussiego pt. Kontrakt (1980).
Zasiadała w jury konkursu głównego na 33. MFF w Cannes (1980).

## Filmografia
- Amerykanin w Paryżu (1951)
- Lili (1953)
- Historia trzech miłości (1953)
- Szklany pantofelek (1955)
- Tajemniczy opiekun (1955)
- Gigi (1958)
- Lekarz na rozdrożu (1958)
- Mężczyzna, który rozumiał kobiety (1959)
- Bitwa pod Austerlitz (1960)
- Podziemni (1960)
- Pokój w kształcie L (1962)
- Cztery prawdy (1962)
- Ojciec Wirgiliusz (1964)
- Szczególna przysługa (1965)
- Wszystko dla niej (1966)
- Czy Paryż płonie? (1966)
- Głowa rodziny (1967)
- Mężczyzna, który kochał kobiety (1977)
- Kontrakt (1980)
- Niedostępna (1982)
- Imperatyw (1982)
- Mistrzyni gry (1984, serial telewizyjny)
- Przekątna gońca (1984)
- Statek miłości (1977, serial telewizyjny)
- Pociąg do Piotrogrodu (1988)
- Człowiek, który mieszkał w Hotelu Ritz (1989)
- Wzgórze odwagi (1990)
- Skaza (1992)
- Umrzeć ze śmiechu (1995)
- Wybierz mnie (1995)
- Ostatnia seksbomba (2000)
- Czekolada (2000)
- Morderstwo w Orient Expressie (2001)